# Gneu Corneli Lèntul Clodià (cònsol)
|  | Per a altres significats, vegeu «Gneu Corneli Lèntul Clodià (desambiguació)». |

Gneu Corneli Lèntul Clodià (en llatí: Gnaeus Cornelius Lentulus Clodianus) va ser un magistrat romà que va viure al segle i aC.
De naixement es deia Clodi, i pertanyia a la gens Clàudia, però va ser adoptat per un membre de la gens Cornèlia, probablement Gneu Corneli Lèntul, cònsol el 97 aC; seguint el costum romà, va adoptar el nom del seu pare adoptiu, Gneu Corneli Lèntul, afegint l'agnomen Clodià per indicar el seu origen.
Va ser elegit cònsol l'any 72 aC juntament amb Luci Gel·li Publícola. Va presentar diverses lleis importants: la Lex Gellia Cornelia que donava la ciutadania romana als que havien lluitat per la llibertat i havien rebut la concessió de Gneu Pompeu. Una altra per la qual les persones que eren de viatge a províncies no podien ser jutjats en absència per crims capitals. Aquesta llei volia protegir a Esteni de Termes a Sicília, contra les maquinacions de Verres. I una per la qual els que havien rebut terres públiques de Sul·la havien de pagar una quantitat fixada.
Després del consolat va lluitar contra Espàrtac. Un general d'aquest cap dels sediciosos, de nom Crixus, va ser derrotat en la batalla del mont Gargà, i Lèntul va empaitar Espàrtac cap als Alps, però va ser derrotat per Crixus en una ciutat dels Apenins el 71 aC (entre les províncies modernes de Bolonya, Prato i Pistoia, suposadament anomenada Lentula). Quan la notícia de la derrota va arribar a Roma, el senat el va destituir, nomenant en el seu lloc Marc Licini Cras.
Va ser censor l'any 70 aC juntament també amb Gel·li, i en el seu període va expulsar del senat 64 senadors per indignitat i conducta inapropiada, entre els quals Publi Corneli Lèntul Sura i Gai Antoni Híbrida, que després va ser col·lega de Ciceró en el consolat de l'any 63 aC, però la majoria dels expulsats van recórrer als tribunals i van ser restaurats a càrrec seu. Va fer el lustre, i va determinar una població entorn de 450.000 ciutadans.
Més endavant, encara amb Gel·li, va ser legat de Pompeu contra els pirates i es va encarregar de la flota de la mar Adriàtica (67 i 66 aC). Va ser partidari de Pompeu al senat, i va reclamar per a ell el comandament de les legions per lluitar contra Mitridates VI Eupàtor, donant suport a la llei Manília, proposada per Gai Manili, tribú de la plebs, que atorgava el comandament a Pompeu.
Era considerat un bon orador, però Ciceró diu que ocultava la seva falta de talent amb una gran habilitat i perquè tenia una bona veu.